# الدوري الجنوبي لكرة القدم 1904–05
الدوري الجنوبي لكرة القدم 1904–05 (بالإنجليزية: 1904–05 Southern Football League)‏ هو موسم من الدوري الجنوبي الممتاز. فاز فيه نادي بريستول روفيرز.